# クリスティーン・サイドル
クリスティーン・サイドル（英語: Christine Seydel）は、オーストラリア出身の女性フィギュアスケート選手（アイスダンス）。パートナーはダンカン・スマート。1994年世界選手権オーストラリア代表。

## 主な戦績
| 大会/年              | 93-94 | 94-95 | 95-96 | 96-97 |
| -------------------- | ----- | ----- | ----- | ----- |
| 世界選手権           | 34    |       |       |       |
| オーストラリア選手権 | 1     | 1     | 2     | 2     |
| スケートイスラエル   |       |       | 9     |       |